# Geothlypis
Genre
Geothlypis est un genre de passereaux de la famille des Parulidae.

## Liste des espèces
D'après la classification de référence (version 2.11, 2012) du Congrès ornithologique international (ordre phylogénique) :
- Geothlypis poliocephala – Paruline à calotte grise
- Geothlypis aequinoctialis – Paruline équatoriale
- Geothlypis chiriquensis – Paruline du Chiriqui
- Geothlypis auricularis – Paruline à lores noirs
- Geothlypis velata – Paruline voilée
- Geothlypis tolmiei – Paruline des buissons
- Geothlypis philadelphia – Paruline triste
- Geothlypis formosa – Paruline du Kentucky
- Geothlypis semiflava – Paruline des bambous
- Geothlypis speciosa – Paruline à face noire
- Geothlypis beldingi – Paruline de Belding
- Geothlypis rostrata – Paruline des Bahamas
- Geothlypis flavovelata – Paruline à couronne jaune
- Geothlypis trichas – Paruline masquée
- Geothlypis nelsoni – Paruline de Nelson